# Ming Dao
Ming Dao, conosciuto anche come Ming Dow (caratteri cinesi: 明道; pinyin: Míng Dào; Taiwan, 26 febbraio 1980), è un cantante, attore, modello, e conduttore televisivo taiwanese, il cui nome di nascita è Lin Chao Zhang.
Ha debuttato in televisione conducendo lo show The King of Adventure, sul canale SETTV. Nel 2004 ha debuttato come attore nella serie televisiva Heaven's Wedding Gown (天國的嫁衣), seguita l'anno successivo dal ruolo di protagonista maschile nel famoso The Prince Who Turns into a Frog (王子變青蛙). Quest'ultimo drama ha superato il record di ascolti dell'8.05, precedentemente detenuto da Meteor Garden, e divenne il Drama taiwanese con gli indici più alti della storia finché non fu superato, nel 2008, da Fated to Love You. Il 2004 è stato anche l'anno del debutto dei 183 Club, gruppo musicale di cui Ming Dao è membro.

## Carriera

### Modello
Ming Dow è stato notato nel 1999, quando ha partecipato al varietà televisivo condotto da Jacky Wu Guess Guess Guess (我猜我猜我猜猜猜).
Successivamente, grazie ad una ignota agenzia di modelli, ha avuto la possibilità di recitare in diversi spot televisivi, grazie ai quali è poi passato ai video musicali. Da ricordare la sua partecipazione She di Fei Xiang e Love Bubble (愛的Bubble) di un gruppo chiamato R&B.
Nel 2000 ha partecipato senza successo alla selezione Super Sunday, svoltasi per scegliere i quattro membri che avrebbero formato quella che sarebbe poi diventata la popolare boy band F4.

### Primi lavori (2002 - 2004)

#### The King of Adventure
Ming Dow è stato scelto come conduttore dello show The King of Adventure (冒險王) nel 2002, avendo la possibilità di visitare innumerevoli paesi e località straniere quali India, Corea, Egitto, Germania, Namibia, Nuova Zelanda, Laos, Guam, Figi, Alaska, Messico, Oman, e Kalimantan in Indonesia.
Dopo due anni, Ming Dow ha vinto il premio come "Miglior conduttore televisivo" ai quarantesimi Taiwan Golden Bell Awards.

#### Heaven's wedding Gown
Nella serie televisiva Heaven's wedding Gown, Ming Dow ha interpretato un campione di motociclismo di nome Chen Hai Nuo. Nel drama hanno recitato anche Cyndi Wang e Leon Jay Williams.

### Carriera di attore (dal 2005 ad oggi)
Nella serie televisiva The Prince Who Turns into a Frog, l'unica del mercato taiwanese in cui hanno recitato tutti i membri dei 183 Club insieme, Ming Dow ha interpretato i personaggi di Shan Jun Hao e Dang Ou, mentre la sua controparte femminile è stata interpretata da Chen Qiao En del gruppo femminile 7 Flowers.
La sua successiva partecipazione è quella nella serie The Magicians of Love, nel quale recita insieme ai compagni di band Sam Wang (componente anche di un altro gruppo musicale di nome 5566), Jacky Zhu ed Ehlo Huang.
Nel 2006, Ming Dao ha recitato in The Legend of Star Apple ed in Angel Lover.
Successivamente, è stato inserito nel cast della serie televisiva Ying Ye 3 Jia 1, nella quale interpreta il personaggio di Ah Jiang. La sua controparte femminile è la stessa del precedente Prince Who Turns Into a Frog, Chen Qiao En, mentre il suo miglior amico è interpretato da Jason Hsu dei 5566.
Nel 2008 si sono concluse le riprese del suo ennesimo drama, Quietly Falling in Love With You, mentre attualmente Ming Dao sta girando la serie televisiva Always Smile! nello Hunan.

## Filmografia
| Anno | Titolo inglese                   | Titolo cinese | Ruolo                               | Note                                                                   |
| ---- | -------------------------------- | ------------- | ----------------------------------- | ---------------------------------------------------------------------- |
| 2004 | Heaven's Wedding Gown            | 天國的嫁衣    | 程海諾                              |                                                                        |
| 2005 | The Prince Who Turns into a Frog | 王子變青蛙    | Shan Jun Hao (單均昊)/Dangou (茼蒿) | Drama taiwanese al secondo posto in assoluto per gli indici di ascolto |
| 2006 | Magicians Of Love                | 愛情魔髮師    | Du Ya Si (杜亞斯)                   |                                                                        |
| 2006 | Legend of Star Apple             | 星蘋果樂園    | Tao Si (陶斯)                       |                                                                        |
| 2006 | Angel Lover                      | 天使情人      | Yang Tian You (楊天佑)              |                                                                        |
| 2007 | Modern Youth                     | 夢幻天堂      | Zhou Ji Chun (周計春)               |                                                                        |
| 2007 | Ying Ye 3 Jia 1                  | 櫻野三加一    | Yang Jia Jiang (楊家將)             |                                                                        |
| 2007 | Qiao Qiao Ai Shang Ni            | 敲敲愛上你    | Zhao Guang Xi (趙冠希)              |                                                                        |
| 2009 | Always Smile                     | 微笑在我心    | Liang Yu Fang (梁宇方)              |                                                                        |

## Discografia
| Informazioni sull'album                                                                                            | Tracce con cui Ming Dao ha contribuito |
| --- | --- |
| Heaven's Wedding Gown Colonna Sonora - Artista: - Data di pubblicazione: 2004 - Etichetta:                         | 10. Torture [Zhe Mo] (折磨) - 183 Club |
| The Prince Who Turns Into A Frog Colonna Sonora - Artista: Artisti vari - Data di pubblicazione: 2005 - Etichetta: | 01. Enticing Trick (迷魂計) - 183 Club 03. Magical Smile (魔法) - 183 Club 10. Call My Name (閉上眼默唸3遍) - 183 Club feat. 7 Flowers 11. True Love (真愛) - 183 Club                                                                                              |
| The Magicians of Love Colonna Sonora - Artista: Artisti vari - Data di pubblicazione: 2006 - Etichetta:            | 01. Perfect Lover (完美情人) - 183 Club 02. Magic Room - 183 Club 04. Bomba Bomba - 183 Club 07. Affected Line (感情線) - 183 Club 13. A Date So Sweet (甜蜜約定) - 183 Club                                                                                        |
| Angel Lover Colonna sonora - Artista: Artisti varo - Data di pubblicazione: 2006 - Etichetta:                      | 02. Finding True Love (發現真愛) - Ming Dao feat. Jacky Chu ed Ehlo Huang 05. Unregrettable Decision (不後悔的決定) - Ming Dao feat. Jacky Chu 16. Forgotten (遺忘) - Ming Dao feat. Ehlo Huang 18. Since Beginning (從頭) - Ming Dao feat. Jacky Chu ed Ehlo Huang |
| Ying Ye 3 Jia 1 Colonna sonora - Artista: Artisti vari - Data di pubblicazione: 2007 - Etichetta:                  | To Believe Again - Ming Dao feat. Chen Qiao En Looking for My Best Friend - Ming Dao feat. Jason Hsu |

## Spot pubblicitari
| Anno | Sponsor                                                 | Ttipo         |
| ---- | ------------------------------------------------------- | ------------- |
| 2001 | Prodotto per il viso Olay                               | Cosmetico     |
| 2001 | Supao Sport Drink 舒跑運動飲料                          | Bevanda       |
| 2002 | KYMCO 光陽機車                                          |               |
| 2002 | Tè verde Jasmine 茉莉綠茶                               | Bevdanda      |
| 2004 | Sweet Promise - 2SWEET Gold Jewelry 甜蜜約定 2SWEET金飾 | Accessori     |
| 2005 | Succo Bolife 波蜜果菜汁                                 | Bevanda       |
| 2005 | Abbigliamento intimo Proman 豪門內衣                    | Abbigliamento |
| 2005 | US Cotton 美國棉代                                      |               |
| 2006 | Orologi Caterpillar                                     | Accessori     |
| 2007 | Orologi Cloie                                           | Accessori     |
| 2007 | Scarpe da tennis New Era of Casual 新紀元休閒鞋         | Abbigliamento |
| 2007 | Abbigliamento Eminu 依米奴休閒服飾                      | Abbigliamento |